# Courquetaine
Courquetaine est une commune française située dans le département de Seine-et-Marne, en région Île-de-France.

## Géographie

### Description
Courquetaine est située dans la Brie française, à 50 km au sud-est de Paris, 20 km au sud du parc de Disneyland Paris (secteur 4 de Marne-la-Vallée).

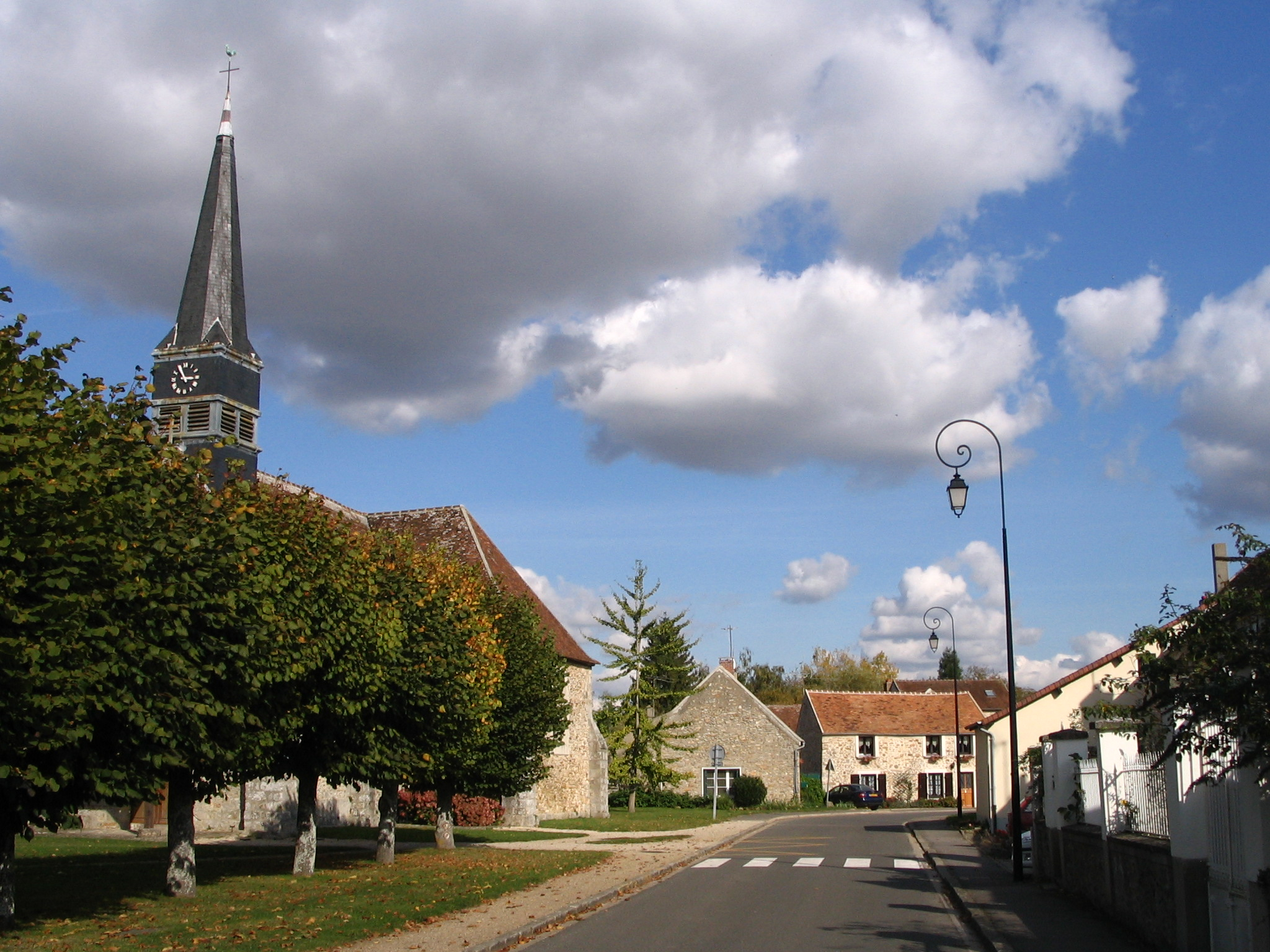
La rue de Villepatour.

L'altitude de la commune varie de 75 mètres à 106 mètres pour le point le plus haut, le centre du bourg se situant à environ 101 mètres d'altitude (mairie). Elle est classée en zone de sismicité 1, correspondant à une sismicité très faible.
.

### Communes limitrophes
Les communes limitrophes sont : Presles-en-Brie, Coubert, Solers, Ozouer-le-Voulgis et Liverdy-en-Brie.
| Coubert | Presles-en-Brie   | Liverdy-en-Brie   |
| Coubert | Courquetaine      | Liverdy-en-Brie   |
| Solers  | Ozouer-le-Voulgis | Ozouer-le-Voulgis |

### Hydrographie

#### Réseau hydrographique

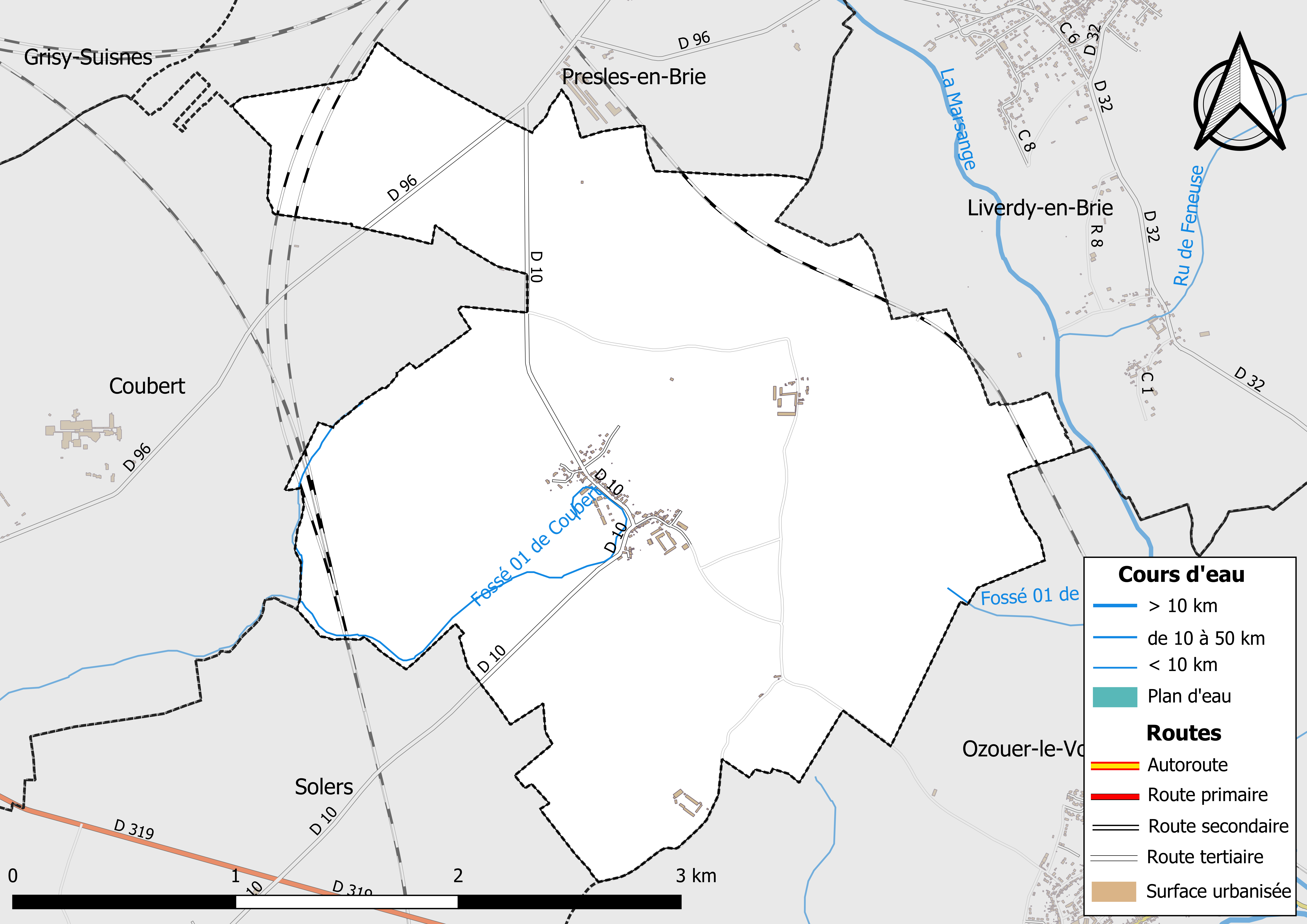
Carte des réseaux hydrographique et routier de Courquetaine.

Le réseau hydrographique de la commune se compose de trois cours d'eau référencés:
- le fossé 01 de Coubert, 4,94 km[3], affluent du ru de Fontaine ;
  - le fossé 01 du Bois de Courquetaine, 1,05 km[4], qui conflue avec le fossé 01 de Coubert ;
- le fossé 01 de Jamard, 0,99 km[5], affluent de la Marsange.

La longueur totale des cours d'eau sur la commune est de 2,99 km.

#### Gestion des cours d'eau
Afin d’atteindre le bon état des eaux imposé par la Directive-cadre sur l'eau du 23 octobre 2000, plusieurs outils de gestion intégrée s’articulent à différentes échelles : le SDAGE, à l’échelle du bassin hydrographique, et le SAGE, à l’échelle locale. Ce dernier fixe les objectifs généraux d’utilisation, de mise en valeur et de protection quantitative et qualitative des ressources en eau superficielle et souterraine. Le département de Seine-et-Marne est couvert par six SAGE, au sein du bassin Seine-Normandie.
La commune fait partie du SAGE « Yerres », approuvé le 13 octobre 2011. Le territoire de ce SAGE correspond au bassin versant de l’Yerres, d'une superficie de 1 017 km2, parcouru par un réseau hydrographique de 450 kilomètres de long environ, répartis entre le cours de l’Yerres et ses affluents principaux que sont : le ru de l'Étang de Beuvron, la Visandre, l’Yvron, le Bréon, l’Avon, la Marsange, la Barbançonne, le Réveillon. Le pilotage et l’animation du SAGE sont assurés par le syndicat mixte pour l’Assainissement et la Gestion des eaux du bassin versant de l’Yerres (SYAGE), qualifié de « structure porteuse ».

### Climat
Pour des articles plus généraux, voir Climat de l'Île-de-France et Climat de Seine-et-Marne.
En 2010, le climat de la commune est de type climat océanique dégradé des plaines du Centre et du Nord, selon une étude du CNRS s'appuyant sur une série de données couvrant la période 1971-2000. En 2020, Météo-France publie une typologie des climats de la France métropolitaine dans laquelle la commune est exposée à un climat océanique altéré et est dans une zone de transition entre les régions climatiques « Sud-ouest du bassin Parisien » et « Nord-est du bassin Parisien ».
Pour la période 1971-2000, la température annuelle moyenne est de 10,9 °C, avec une amplitude thermique annuelle de 15,3 °C. Le cumul annuel moyen de précipitations est de 722 mm, avec 11,1 jours de précipitations en janvier et 7,7 jours en juillet. Pour la période 1991-2020, la température moyenne annuelle observée sur la station météorologique la plus proche, située sur la commune de Montereau-sur-le-Jard à 11 km à vol d'oiseau, est de 11,6 °C et le cumul annuel moyen de précipitations est de 657,9 mm,. Pour l'avenir, les paramètres climatiques de la commune estimés pour 2050 selon différents scénarios d'émission de gaz à effet de serre sont consultables sur un site dédié publié par Météo-France en novembre 2022.

### Milieux naturels et biodiversité

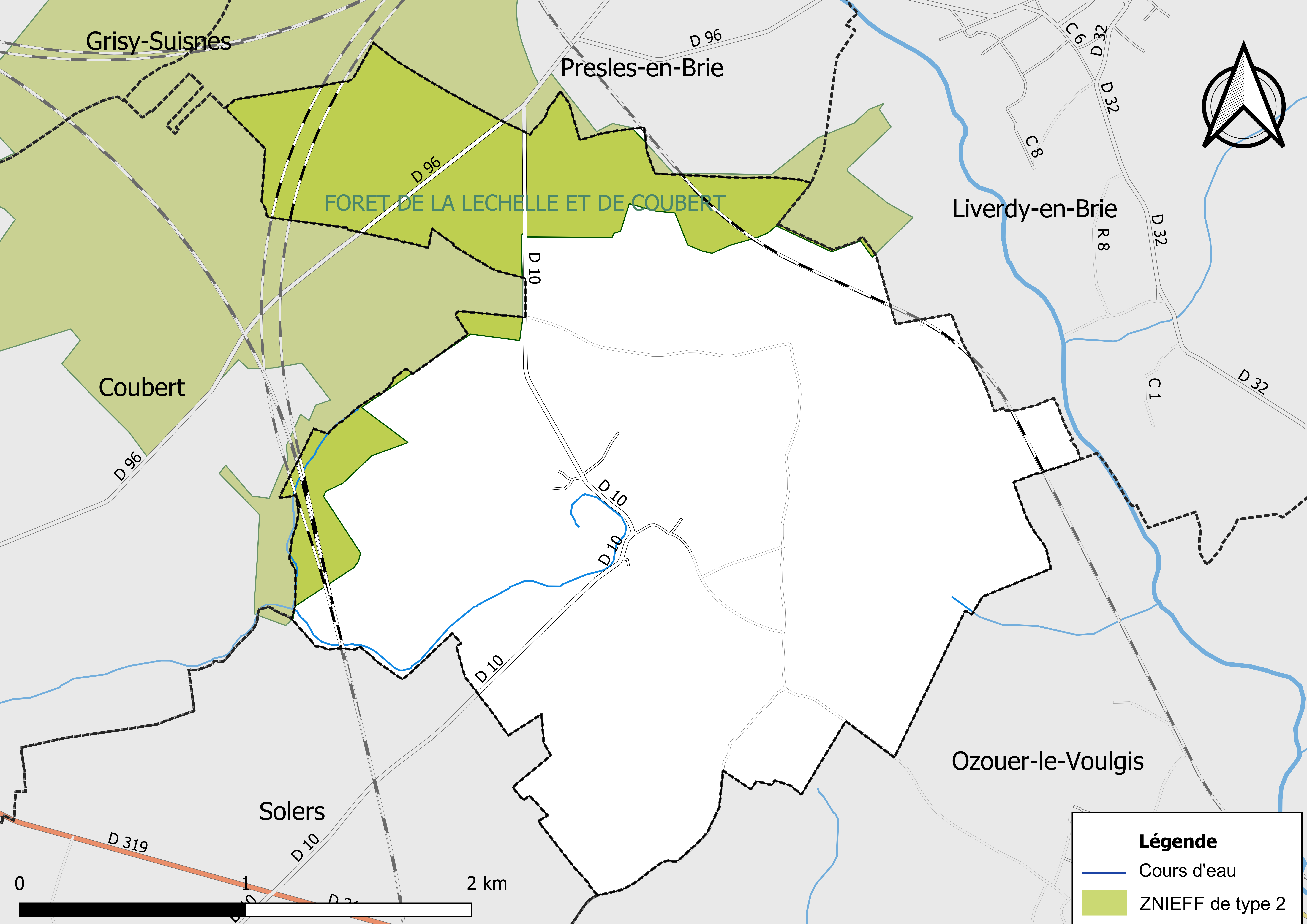
Carte des ZNIEFF de type 2 localisées sur la commune.

L’inventaire des zones naturelles d'intérêt écologique, faunistique et floristique (ZNIEFF) a pour objectif de réaliser une couverture des zones les plus intéressantes sur le plan écologique, essentiellement dans la perspective d’améliorer la connaissance du patrimoine naturel national et de fournir aux différents décideurs un outil d’aide à la prise en compte de l’environnement dans l’aménagement du territoire.
Le territoire communal de Courquetaine comprend un ZNIEFF de type 2,, 
la « forêt de la Léchelle et de Coubert » (2 069,22 ha), couvrant 9 communes du département.

## Urbanisme

### Typologie
Au 1er janvier 2024, Courquetaine est catégorisée commune rurale à habitat dispersé, selon la nouvelle grille communale de densité à sept niveaux définie par l'Insee en 2022.
Elle est située hors unité urbaine. Par ailleurs la commune fait partie de l'aire d'attraction de Paris, dont elle est une commune de la couronne,. Cette aire regroupe 1 929 communes,.

### Lieux-dits et écarts
La commune compte 32 lieux-dits administratifs répertoriés consultables ici (source : le fichier Fantoir) dont Malassise, Montgazon, Villepayen.

### Occupation des sols
L'occupation des sols de la commune, telle qu'elle ressort de la base de données européenne d’occupation biophysique des sols Corine Land Cover (CLC), est marquée par l'importance des territoires agricoles (77,1 % en 2018), une proportion identique à celle de 1990 (77,1 %). La répartition détaillée en 2018 est la suivante : 
terres arables (77,1% ), forêts (18,5% ), zones urbanisées (4,3% ), milieux à végétation arbustive et/ou herbacée (0,2 %).
Parallèlement, L'Institut Paris Région, agence d'urbanisme de la région Île-de-France, a mis en place un inventaire numérique de l'occupation du sol de l'Île-de-France, dénommé le MOS (Mode d'occupation du sol), actualisé régulièrement depuis sa première édition en 1982. Réalisé à partir de photos aériennes, le Mos distingue les espaces naturels, agricoles et forestiers mais aussi les espaces urbains (habitat, infrastructures, équipements, activités économiques, etc.) selon une classification pouvant aller jusqu'à 81 postes, différente de celle de Corine Land Cover,,. L'Institut met également à disposition des outils permettant de visualiser par photo aérienne l'évolution de l'occupation des sols de la commune entre 1949 et 2018.

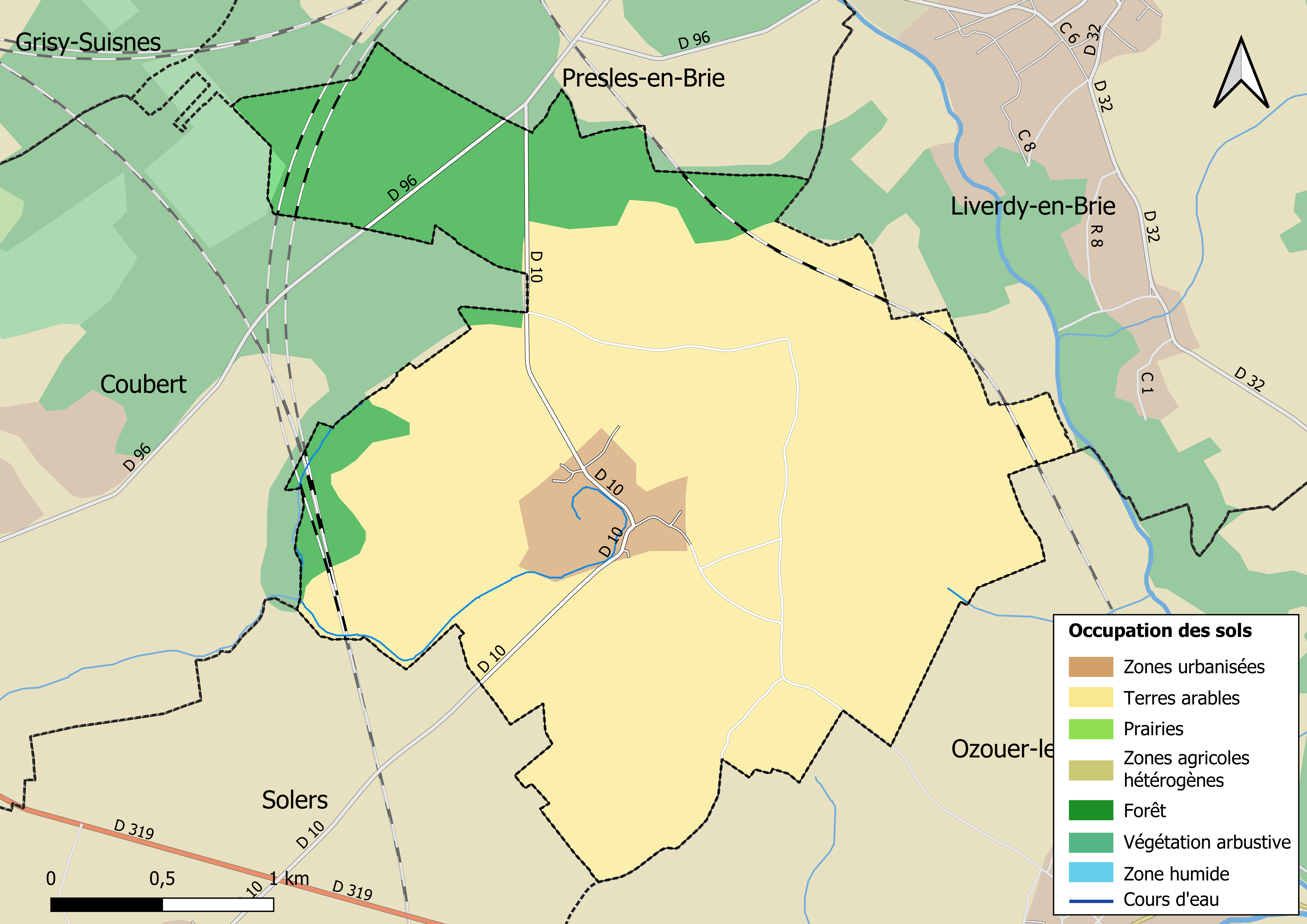
Carte des infrastructures et de l'occupation des sols en 2018 (CLC) de la commune.
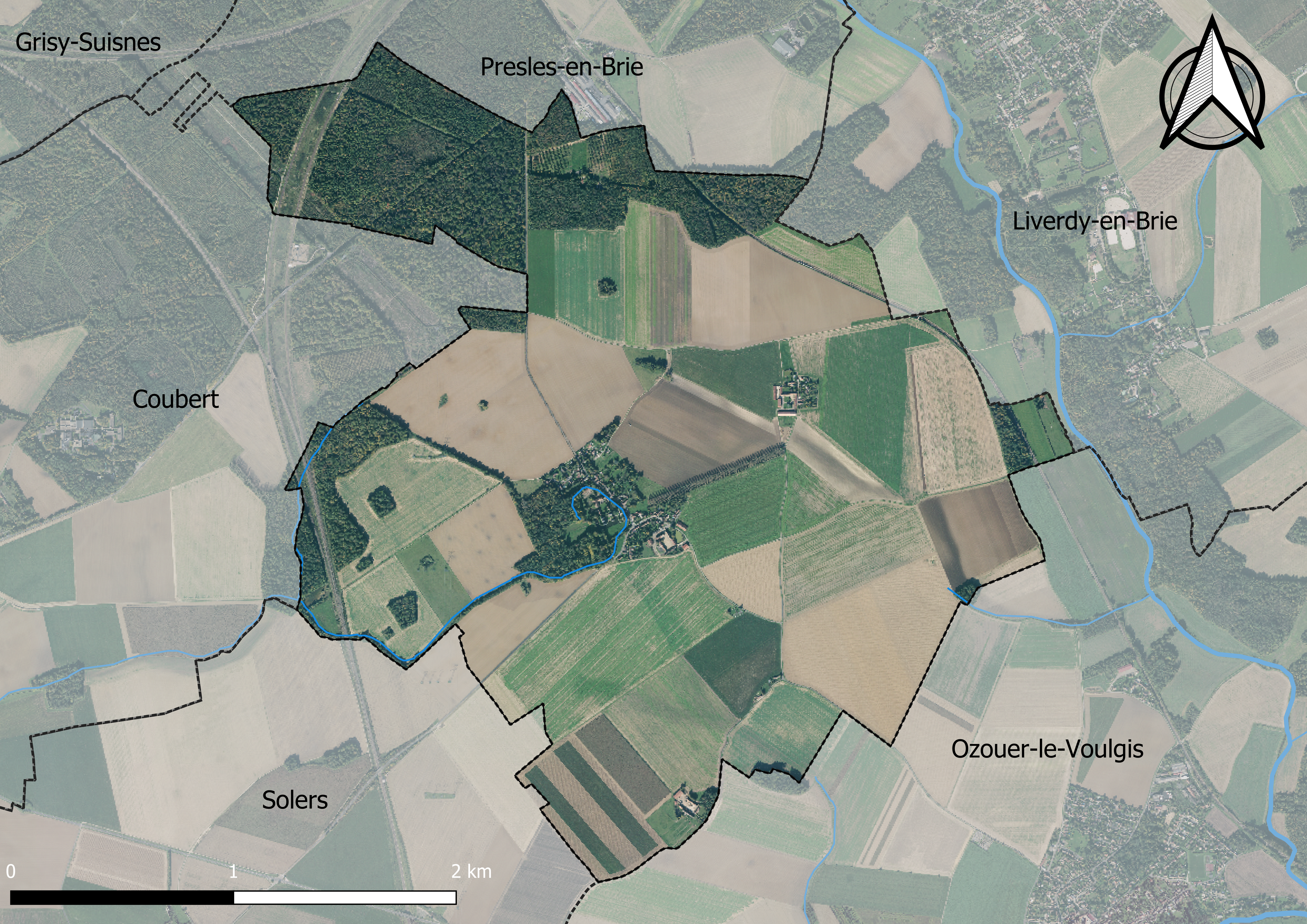
Carte orhophotogrammétrique de la commune.

### Planification
La commune disposait en 2019 d'un plan local d'urbanisme en révision. Le zonage réglementaire et le règlement associé peuvent être consultés sur le Géoportail de l'urbanisme.

### Habitat et logement
En 2018, le nombre total de logements dans la commune était de 85, alors qu'il était de 84 en 2013 et de 79 en 2008.
Parmi ces logements, 91,8 % étaient des résidences principales, 3,5 % des résidences secondaires et 4,7 % des logements vacants. Ces logements étaient pour 98,8 % d'entre eux des maisons individuelles et pour 0 % des appartements.
Le tableau ci-dessous présente la typologie des logements à Courquetaine en 2018 en comparaison avec celle de Seine-et-Marne et de la France entière. Une caractéristique marquante du parc de logements est ainsi une proportion de résidences secondaires et logements occasionnels (3,5 %) supérieure à celle du département (2,9 %) et à celle de la France entière (9,7 %). Concernant le statut d'occupation de ces logements, 82,1 % des habitants de la commune sont propriétaires de leur logement (81,6 % en 2013), contre 61,8 % pour la Seine-et-Marne et 57,5 pour la France entière.
| Typologie                                               | Courquetaine | Seine-et-Marne | France entière |
| ------------------------------------------------------- | ------------ | -------------- | -------------- |
| Résidences principales (en %)                           | 91,8         | 90,3           | 82,1           |
| Résidences secondaires et logements occasionnels (en %) | 3,5          | 2,9            | 9,7            |
| Logements vacants (en %)                                | 4,7          | 6,8            | 8,2            |

### Voies de communication et transports
La commune se situe entre la N 4 et la D 31.
La commune est desservie par la ligne d’autocars N° 37A (Ozouer-le-Voulgis – Melun) du réseau de bus Pays Briard.

## Toponymie
Mentionné au XIIe Qurquetana ou Corquetelli, puis Courquetaine ou Croquetaine au XVIe siècle.
Cortem (« domaine ») et nom germain Ketto (« qui a été mis au fer, emprisonné »).

## Histoire
Les premières traces de Courquetaine datent de l'an 53 av. J.-C., époque à laquelle les soldats de Titus Labienus s'emparèrent de la place forte gauloise de l'actuelle Melun alors dans le pays des Sénons, peu avant la prise de Lutèce.
Le village subit « les incursions des Francs et des barbares, puis le pillage des Normands, sous les successeurs de Charlemagne lorsqu'ils vinrent assiéger Paris » rapporte M. Besoul dans son opuscule sur Courquetaine en 1893.
Seigneurie des Vigny au XVIIe, la famille de Vigny, dont descend le poète Alfred de Vigny, est propriétaire de la plus grande partie de ses terres de 1688 jusqu'en 1791, date à laquelle elles sont vendues comme biens nationaux à la suite de l'émigration des Vigny au cours de la Révolution française. Une partie du château est brûlée à cette époque  et partiellement reconstruite en 1844.
L'église, bénite en 1675, que nous voyons aujourd'hui bâtie sur un nouvel emplacement date de la fin du XVIIe siècle. Elle remplace l'ancienne, détruite, qui était de style roman. .
La population, en 1709 comptait 45 feux (foyers) mais  en 1745 il n'en restait que 27, aujourd'hui le village est formé de 79 maisons. En 1726 on compte 109 habitants, 171 en 1840, 192 en 1855, 208 en 1877 et 201 en 1891. De nos jours, Courquetaine compte environ 180 habitants.
En 1973, la commune fusionne avec Ozouer-le-Voulgis sous le nom d'Ozouer-Courquetaine mais Courquetaine reprend son autonomie le 1er janvier 1982.
Aujourd'hui le village reste à vocation agricole, sans commerce ni industrie mais par une maitrise de l'utilisation des sols, a conservé une certaine ruralité dans un environnement périurbain[réf. nécessaire].

## Politique et administration

### Rattachements administratifs et électoraux

#### Rattachements administratifs
La commune se trouve  dans l'arrondissement de Melun du département de Seine-et-Marne.
Elle faisait partie depuis 1801 du canton de Tournan-en-Brie. Dans le cadre du redécoupage cantonal de 2014 en France, cette circonscription administrative territoriale a disparu, et le canton n'est plus qu'une circonscription électorale.

#### Rattachements électoraux
Pour les élections départementales, la commune fait partie depuis 2014 du canton de Fontenay-Trésigny
Pour l'élection des députés, elle fait partie de la neuvième circonscription de Seine-et-Marne.

### Intercommunalité

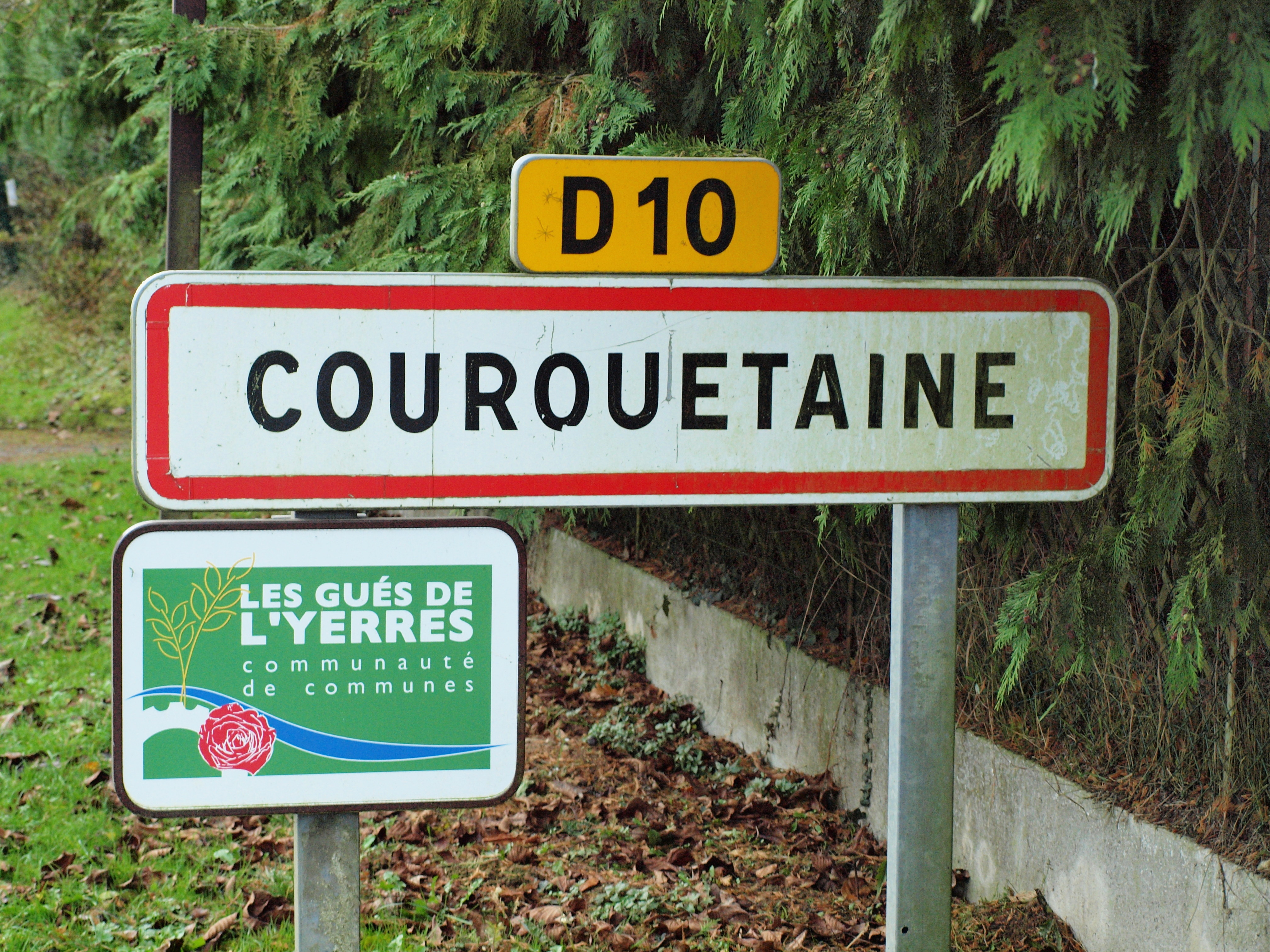
Panneau d'entrée de la commune, du temps de la communauté de communes des Gués de l'Yerres.

Courquetaine était membre depuis 2013  de la communauté de communes des Gués de l'Yerres, un établissement public de coopération intercommunale (EPCI) à fiscalité propre créé en 2004 et auquel la commune avait transféré un certain nombre de ses compétences, dans les conditions déterminées par le code général des collectivités territoriales.
Dans le cadre des dispositions de la loi portant nouvelle organisation territoriale de la République du 7 août 2015, qui prévoit que les établissements publics de coopération intercommunale (EPCI) à fiscalité propre doivent avoir un minimum de 15 000 habitants, cette intercommunalité disparait et certaines de ses communes  rejoignent le 1er janvier 2017 la nouvelle  communauté de communes Brie des Rivières et Châteaux dont est désormais membre la Courquetaine.

### Liste des maires
| Période                                  | Période    | Identité                     | Étiquette | Qualité |
| ---------------------------------------- | ---------- | ---------------------------- | --------- | --- |
| Les données manquantes sont à compléter. |            |                              |           | |
| 1818                                     | après 1829 | Firmin-Louis Aubergé (ainé), |           | Cultivateur Député de Seine-et-Marne (1848 → 1851) Chevalier de la Légion d'honneur Fondateur de la Société d'assurances mutuelles contre la grêle |
| 1892                                     | 1910       | Alphonse Hardon              |           | Ingénieur des Arts et Manufactures, agriculteur Propriétaire du château de Courquetaine Conseiller général de Tournan-en-Brie (1881 → 1889) |
|                                          |            |                              |           | |
| avant 1986                               | ?          | Dominique Béronie            | DVD       | Exploitant agricole |
| mars 2001                                | 2014       | Patrick Gatouillat           |           | Agriculteur |
| mars 2014                                | En cours   | Daisy Luczack                | UMP → LR  | Exploitante agricole et responsable achats des PMI Conseillère départementale de Fontenay-Trésigny (2015 → ) Vice-présidente du conseil départemental de Seine-et-Marne (2017 → ) Vice-présidente de la CC Brie des rivières et châteaux (2017 → ) Réélue pour le mandat 2020-2026 |

## Équipements et services

### Eau et assainissement
L’organisation de la distribution de l’eau potable, de la collecte et du traitement des eaux usées et pluviales relève des communes. La loi NOTRe de 2015 a accru le rôle des EPCI à fiscalité propre en leur transférant cette compétence. Ce transfert devait en principe être effectif au 1er janvier 2020, mais la loi Ferrand-Fesneau du 3 août 2018 a introduit la possibilité d’un report de ce transfert au 1er janvier 2026,.

#### Assainissement des eaux usées
En 2020, la commune de Courquetaine ne dispose pas d'assainissement collectif,.
L’assainissement non collectif (ANC) désigne les installations individuelles de traitement des eaux domestiques qui ne sont pas desservies par un réseau public de collecte des eaux usées et qui doivent en conséquence traiter elles-mêmes leurs eaux usées avant de les rejeter dans le milieu naturel. La communauté de communes Brie des Rivières et Châteaux (CCBRC) assure pour le compte de la commune le service public d'assainissement non collectif (SPANC), qui a pour mission de vérifier la bonne exécution des travaux de réalisation et de réhabilitation, ainsi que le bon fonctionnement et l’entretien des installations,.

Équipements de la commune
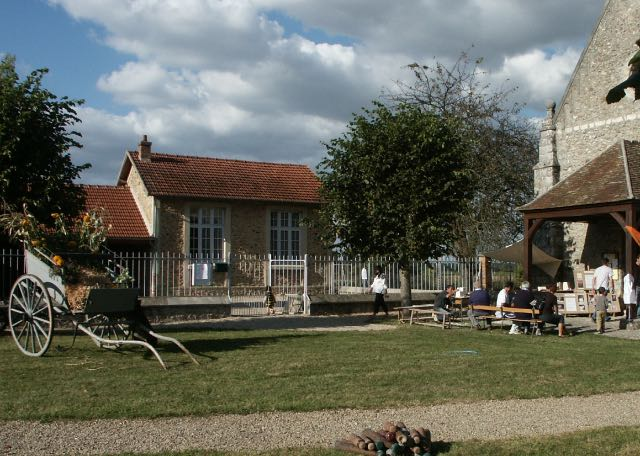
L'école en 2004.
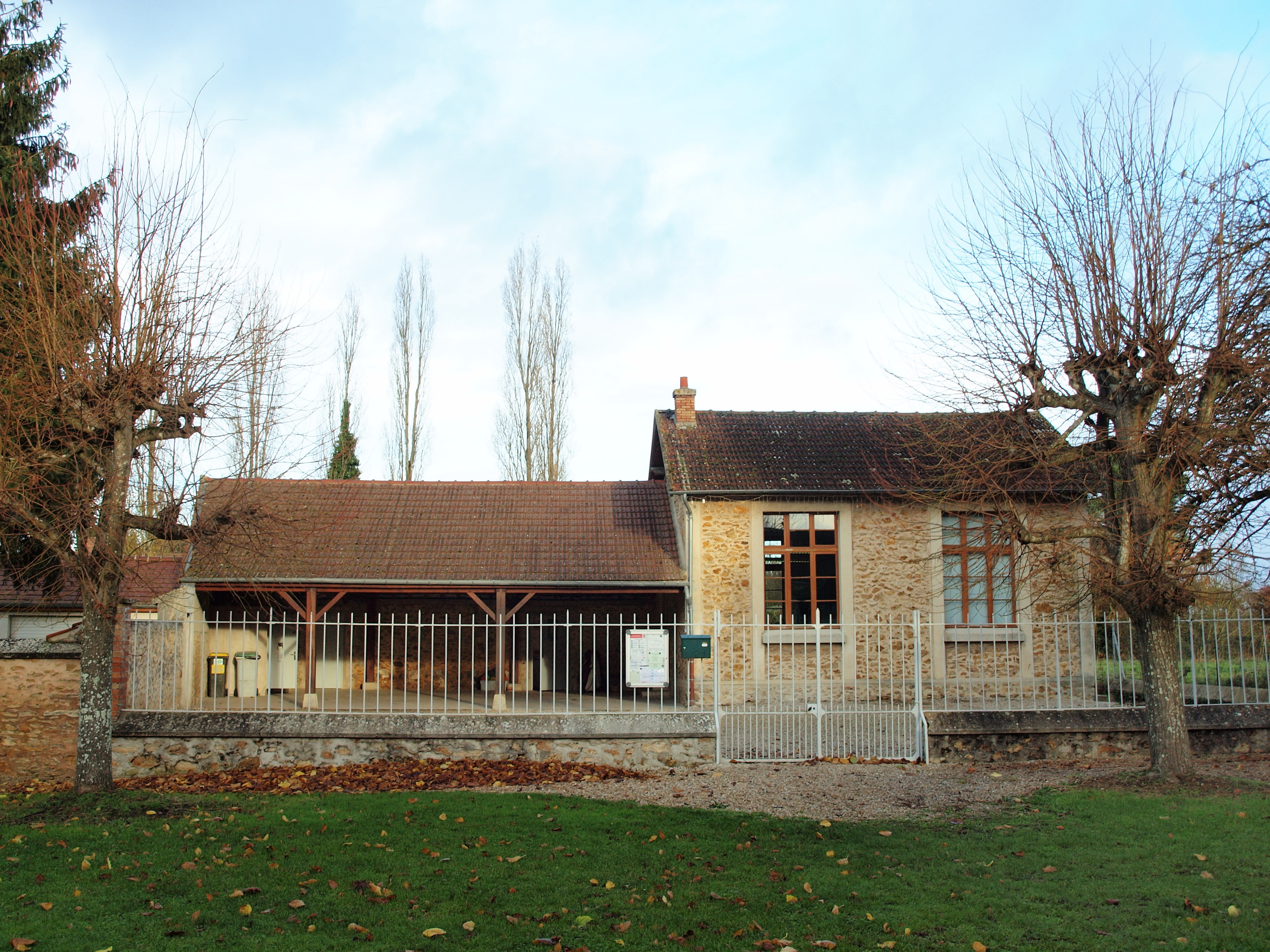
La salle municipale.

#### Eau potable
En 2020, l'alimentation en eau potable est assurée par le SMAEP de la région de Tournan-en-Brie qui en a délégué la gestion à l'entreprise Suez, dont le contrat expire le 11 mars 2031,,.

## Population et société

### Démographie

#### Évolution démographique
L'évolution du nombre d'habitants est connue à travers les recensements de la population effectués dans la commune depuis 1793. Pour les communes de moins de 10 000 habitants, une enquête de recensement portant sur toute la population est réalisée tous les cinq ans, les populations de référence des années intermédiaires étant quant à elles estimées par interpolation ou extrapolation. Pour la commune, le premier recensement exhaustif entrant dans le cadre du nouveau dispositif a été réalisé en 2008.

En 2022, la commune comptait 187 habitants, en évolution de −5,56 % par rapport à 2016 (Seine-et-Marne : +3,92 %, France hors Mayotte : +2,11 %).
| 1793 | 1800 | 1806 | 1821 | 1831 | 1836 | 1841 | 1846 | 1851 |
| ---- | ---- | ---- | ---- | ---- | ---- | ---- | ---- | ---- |
| 174  | 187  | 189  | 157  | 185  | 191  | 213  | 192  | 174  |

| 1856 | 1861 | 1866 | 1872 | 1876 | 1881 | 1886 | 1891 | 1896 |
| ---- | ---- | ---- | ---- | ---- | ---- | ---- | ---- | ---- |
| 183  | 198  | 195  | 208  | 242  | 223  | 220  | 202  | 184  |

| 1901 | 1906 | 1911 | 1921 | 1926 | 1931 | 1936 | 1946 | 1954 |
| ---- | ---- | ---- | ---- | ---- | ---- | ---- | ---- | ---- |
| 180  | 169  | 192  | 191  | 175  | 202  | 205  | 227  | 185  |

| 1962 | 1968 | 1975 | 1982 | 1990 | 1999 | 2006 | 2008 | 2013 |
| ---- | ---- | ---- | ---- | ---- | ---- | ---- | ---- | ---- |
| 143  | 146  | 126  | 169  | 180  | 173  | 187  | 191  | 203  |

| 2018 | 2022 | - | - | - | - | - | - | - |
| ---- | ---- | - | - | - | - | - | - | - |
| 192  | 187  | - | - | - | - | - | - | - |

### Pyramide des âges
La population de la commune est relativement jeune.
En 2018, le taux de personnes d'un âge inférieur à 30 ans s'élève à 37 %, soit en dessous de la moyenne départementale (39,6 %). À l'inverse, le taux de personnes d'âge supérieur à 60 ans est de 20,8 % la même année, alors qu'il est de 19,9 % au niveau départemental.
En 2018, la commune comptait 102 hommes pour 90 femmes, soit un taux de 53,13 % d'hommes, largement supérieur au taux départemental (48,69 %).
Les pyramides des âges de la commune et du département s'établissent comme suit.
| Hommes | Classe d’âge | Femmes |
| ------ | ------------ | ------ |
| 0,0    | 90 ou +      | 0,0    |
| 2,9    | 75-89 ans    | 4,4    |
| 15,7   | 60-74 ans    | 18,9   |
| 23,5   | 45-59 ans    | 28,9   |
| 15,7   | 30-44 ans    | 16,7   |
| 25,5   | 15-29 ans    | 16,7   |
| 16,7   | 0-14 ans     | 14,4   |

| Hommes | Classe d’âge | Femmes |
| ------ | ------------ | ------ |
| 0,4    | 90 ou +      | 1,2    |
| 4,9    | 75-89 ans    | 6,5    |
| 13,6   | 60-74 ans    | 14,3   |
| 20,2   | 45-59 ans    | 19,8   |
| 20,1   | 30-44 ans    | 20,6   |
| 19,2   | 15-29 ans    | 17,9   |
| 21,7   | 0-14 ans     | 19,7   |

## Économie

### Revenus de la population et fiscalité
En 2018, le nombre de ménages fiscaux de la commune était de 70, représentant 185 personnes et la  médiane du revenu disponible par unité de consommation  de 31 070 euros.

### Emploi
En 2018, le nombre total d’emplois dans la zone était de 17, occupant 101 actifs  résidants (dont 12,9 % dans la commune de résidence et 87,1 % dans une commune autre que la commune de résidence).
Le taux d'activité de la population (actifs ayant un emploi) âgée de 15 à 64 ans s'élevait à 74,2 % contre un taux de chômage de 5,3 %.
Les 20,5 % d’inactifs se répartissent de la façon suivante : 12,1 % d’étudiants et stagiaires non rémunérés, 3 % de retraités ou préretraités et 5,3 % pour les autres inactifs.

### Secteurs d'activité

#### Entreprises et commerces
Au 31 décembre 2019, le nombre d’unités légales et d’établissements (activités marchandes hors agriculture) par secteur d'activité était de 13 dont 2 dans la construction, 2 dans le commerce de gros et de détail, transports, hébergement et restauration, 1 dans les activités immobilières, 1 dans les activités spécialisées, scientifiques et techniques et activités de services administratifs et de soutien, 4 dans l’administration publique, enseignement, santé humaine et action sociale et 3  étaient relatifs aux autres activités de services.
En 2020, 3 entreprises individuelles ont été créées sur le territoire de la commune.
Au 1er janvier 2021, la commune ne disposait pas d’hôtel et de terrain de camping.

#### Agriculture
Courquetaine est dans la petite région agricole dénommée la « Brie française », (ou Basse-Brie), une partie de la Brie autour de Brie-Comte-Robert. En 2010, l'orientation technico-économique de l'agriculture sur la commune est diverses cultures (hors céréales et oléoprotéagineux, fleurs et fruits).
Si la productivité agricole de la Seine-et-Marne se situe dans le peloton de tête des départements français, le département enregistre un double phénomène de disparition des terres cultivables (près de 2 000 ha par an dans les années 1980, moins dans les années 2000) et de réduction d'environ 30 % du nombre d'agriculteurs dans les années 2010. Cette tendance se retrouve au niveau de la commune où le nombre d’exploitations est passé de 4 en 1988 à 3 en 2010. Parallèlement, la taille de ces exploitations augmente, passant de 167 ha en 1988 à 253 ha en 2010.
Le tableau ci-dessous présente les principales caractéristiques des exploitations agricoles de Courquetaine, observées sur une période de 22 ans : 
|                                      | 1988 | 2000 | 2010 |
| ------------------------------------ | ---- | ---- | ---- |
| Dimension économique,                |      |      |      |
| Nombre d’exploitations (u)           | 4    | 4    | 3    |
| Travail (UTA)                        | 14   | 9    | 8    |
| Surface agricole utilisée (ha)       | 668  | 756  | 760  |
| Cultures                             |      |      |      |
| Terres labourables (ha)              | 668  | 756  | 760  |
| Céréales (ha)                        | 409  | s    | s    |
| dont blé tendre (ha)                 | 293  | s    | s    |
| dont maïs-grain et maïs-semence (ha) | 97   | s    | s    |
| Tournesol (ha)                       | s    |      |      |
| Colza et navette (ha)                | 0    |      | s    |
| Élevage                              |      |      |      |
| Cheptel (UGBTA)                      | 0    | 0    | 2    |

## Culture locale et patrimoine

### Lieux et monuments
- Château, construit vers 1610 et reconstruit partiellement  en 1844 après les destructions de la Révolution française ;
- Église Saint-Leu : église rurale couverte en charpente ; retables d'autel Louis XVI.Le tableau qui orne le maître autel représente le patron de l'église, saint Leu, qui fut évêque de Sens. Il est du peintre Noël et vient d'un don fait en 1747 par le curé de cette époque ;
- Prieuré-ferme de Marcarnis fondé au XVe : bâtiments XVIIe.

La commune accueille d'importantes fermes, pour la plupart fondées il y a plus d'un siècle (ex. Montgazon). Un ancien lavoir, accessible depuis la rue du Bu, menace de s'effondrer.

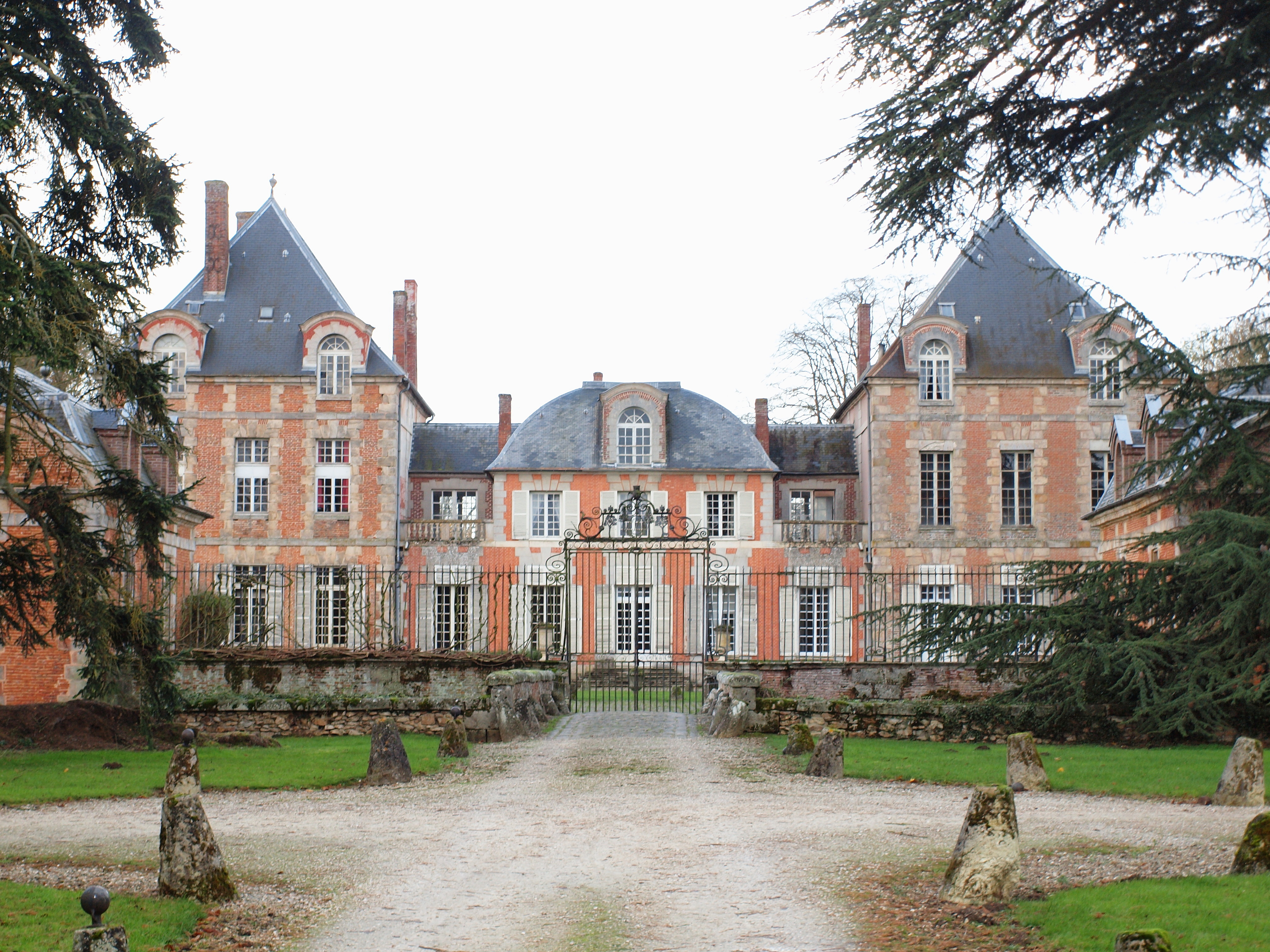
Le château
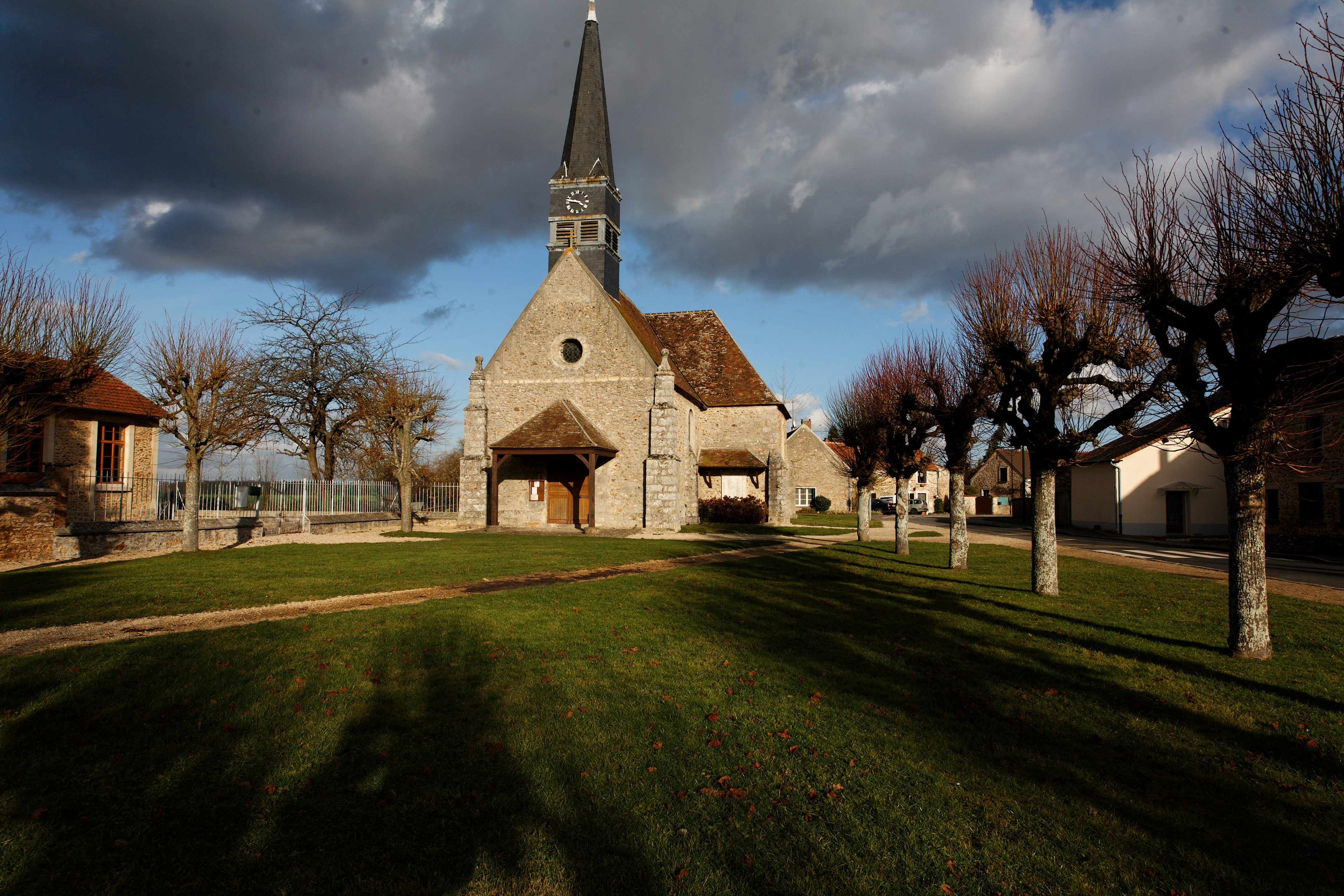
L'église sous la tempête
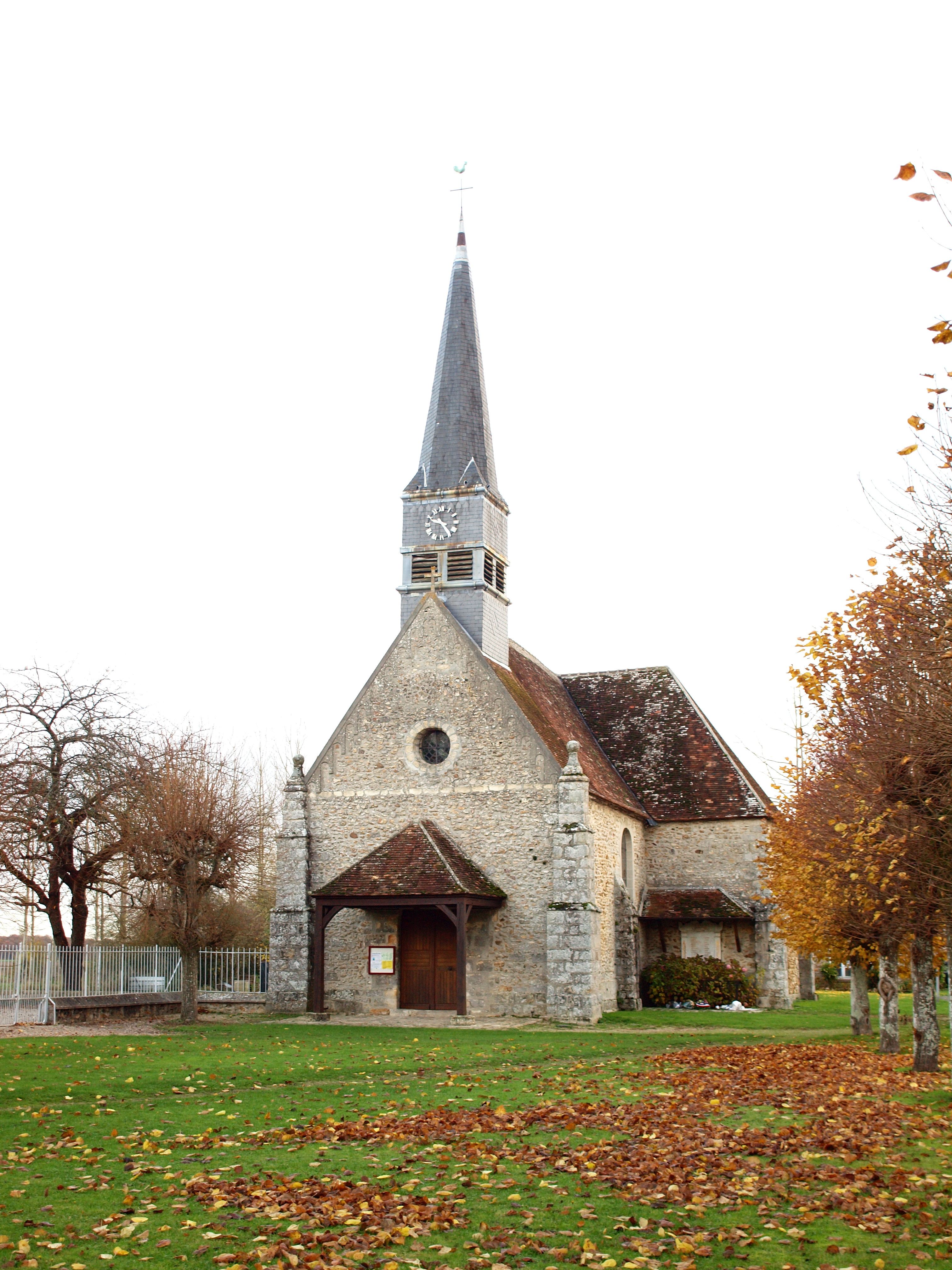
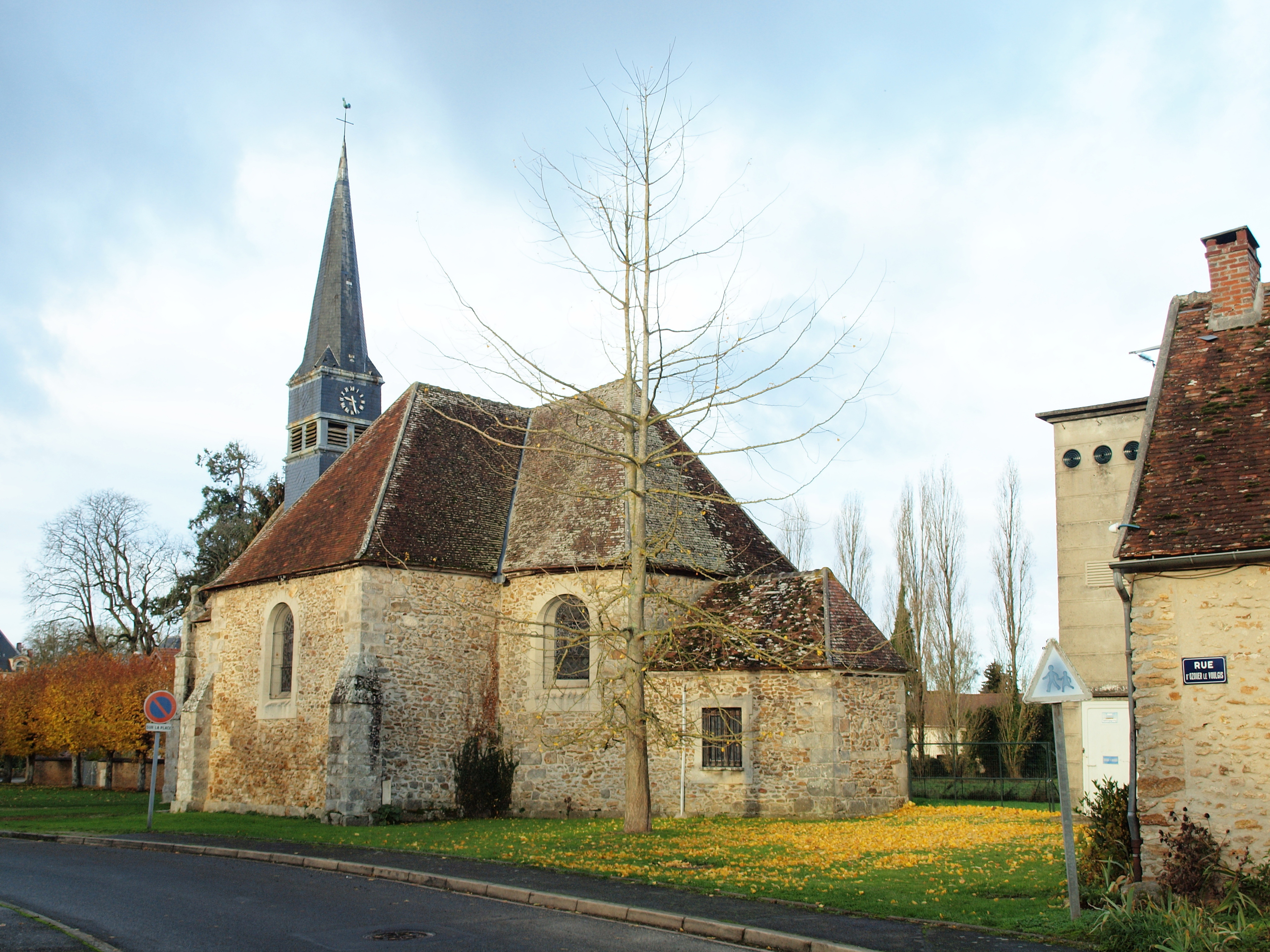
Le chevet de l'église
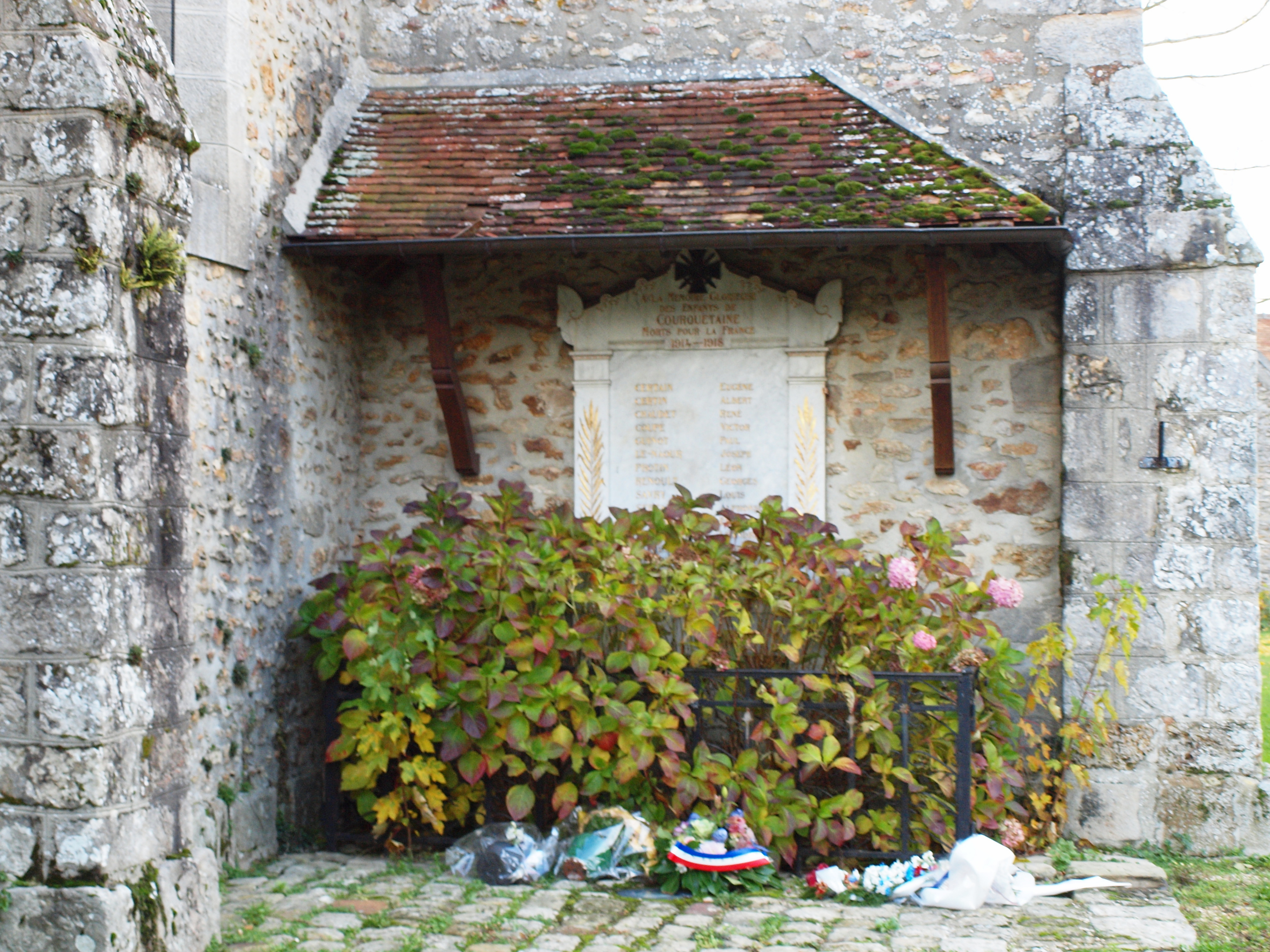
Monument aux morts

### Personnalités liées à la commune
- Annie Pétain (1877-1962), surnommée la Maréchale et future femme du maréchal Pétain, est née à Courquetaine. Elle est la fille d'Alphonse Hardon, propriétaire du château de Courquetaine, maire de la commune de 1892 à 1910.
- Gérald Collot (1927-2016), artiste peintre abstrait de l'École de Paris, conservateur de 1957 à 1987 du Musée de la Cour d'Or à Metz, vécut à Courquetaine et y repose.

### Courquetaine dans les arts et la culture
Le château de Courquetaine sert de lieu de tournage pour le film de Jean Delannoy Maigret et l'Affaire Saint-Fiacre sortie en 1959 avec Jean Gabin dans le rôle principal. Elle est la demeure de la comtesse de Saint-Fiacre (Saint-Fiacre est un village fictif normalement situé dans le département de l'Allier)[réf. nécessaire].